# Iredentism rus

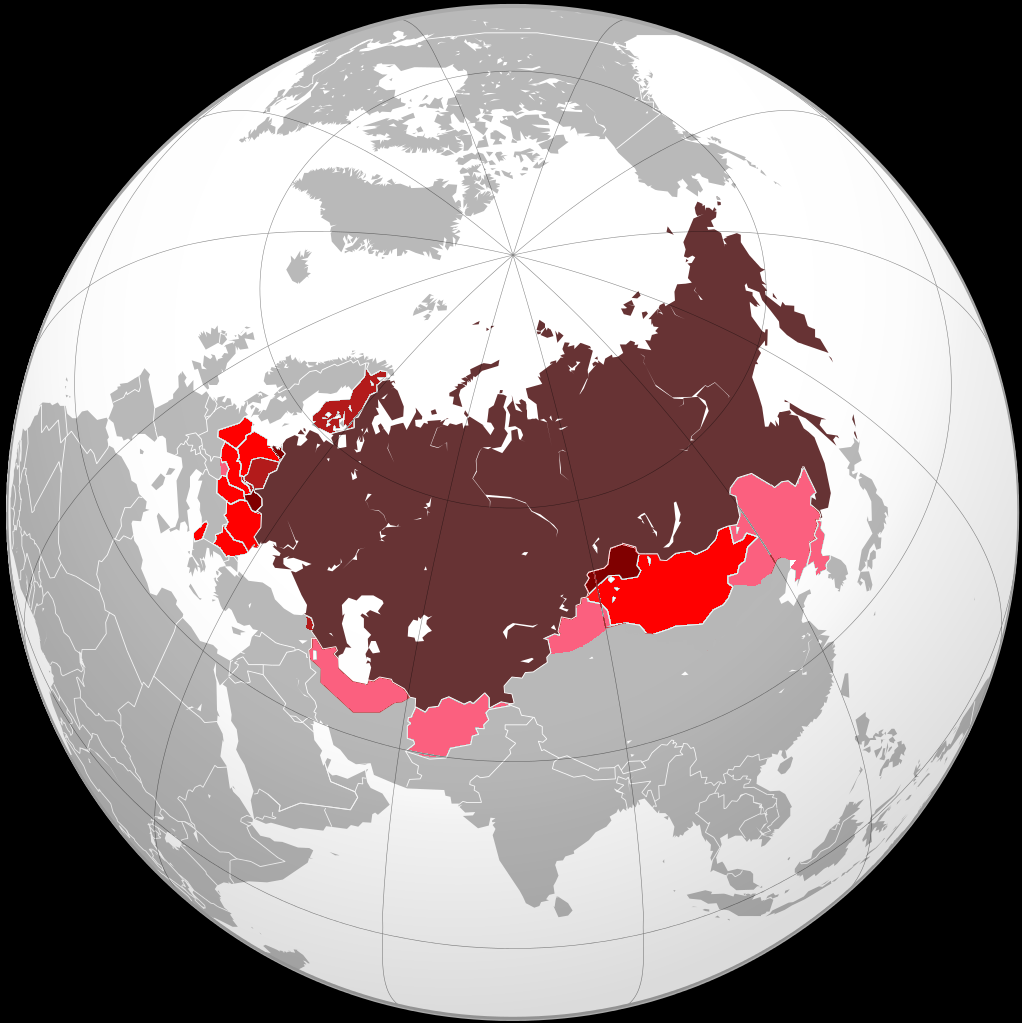
Proiecție ortogonală a Rusiei Mari și a teritoriilor din apropierea granițelor sale:
Uniunea Sovietică în 1945
Teritoriile sovietice care nu au făcut parte din Imperiul Rus: regiunea Kaliningrad, regiunea Transcarpatia, Ucraina de Vest și.
Alte foste teritorii ale Imperiului Rus anexate/ocupate: Marele Principat al Finlandei și Polonia Congresului.
Extinderea maximă a Uniunii Sovietice (1955): Pactul de la Varșovia, Republica Populară Mongolă și Coreea de Nord.
Sfera de influență a Imperiului Rus după vânzarea Alaskăi în 1897; teritorii pe care Uniunea Sovietică a încercat să le recupereze (,)

Iredentismul rus se referă la revendicările teritoriale ale Rusiei care urmărește recuperarea unor foste teritorii ale Imperiului Rus sau ale Uniunii Sovietice. Anexarea peninsulei Crimeea reprezintă un astfel de exemplu.

## Istoric

### Imperiul Rus
Din secolul al XVI-lea până în secolul al XX-lea, Imperiul Rus a susținut o politică expansionistă. Puține dintre aceste acțiuni au avut justificări, deși cucerirea unor părți din Imperiului Otoman în Caucaz cu scopul de a-i aduce pe creștinii armeni sub protecția țarului poate reprezenta un exemplu de expansiune justificată.

### Perioada post-sovietică
După destrămarea Uniunii Sovietice în 1991, s-a crezut că noua Federație Rusă a renunțat la planurile de expansiune teritorială în ciuda faptului că aproximativ 25 de milioane de etnici ruși trăiau în afara granițelor Rusiei. Stephen M. Saideman și R. William Ayres susțin că Rusia nu a adoptat o politică iredentistă în anii 1990 cu toate că o astfel de politică putea fi justificată — un factor care a influențat situația a fost interesul clasei politice în a consolida puterea și economia țării. Mai mult, politicile iredentiste formulate nu au fost populare, iar politicienii care le-au propus au pierdut din electorat. Politicienii naționaliști erau mai interesați de posibilele amenințări interne (i.e. străinii) decât de intereselor rușilor din afara granițelor.
S-a surgerat că anexarea Crimeii în 2014 demonstrează că Rusia de astăzi este iredentistă.
Anexarea peninsulei Crimeea a influențat apariția un nou val de naționalism în societatea rusă cu unele organizații ale mișcării de extremă dreapta susținând anexarea a cât mai multe teritorii din Ucraina, inclusiv autoproclamata confederație Novorusia. Vladimir Socor precizează că discursul lui Vladimir Putin susținut după anexarea peninsulei este o manifestare de facto a iredentismului Rusiei. Cu toate acestea, după impunerea unor sancțiuni internaționale împotriva țării la începutul anului 2014, în decurs de un an proiectul „Novorusia” a fost suspendat. Pe 1 ianuarie 2015, fondatorii au anunțat că proiectul a fost suspendat, iar pe 20 mai s-a anunțat anularea proiectului politic.
Unii naționaliști ruși încearcă să anexeze părți din „vecinătatea apropiată”. Statele baltice reprezintă un exemplu, în timp ce aspirațiile iredentiste ale rușilor în nordul Kazahstanului ridică semne de întrebare. De asemenea, s-a propus și anexarea Transnistriei de către Rusia, dar nu s-a făcut un demers concret în această direcție.
Invazia Rusiei în Ucraina este considerată un exemplu concret de iredentism rusesc.